# Pierric
Pierric là một xã thuộc tỉnh Loire-Atlantique, trong vùng Pays de la Loire ở phía tây nước Pháp. Xã này nằm ở khu vực có độ cao từ 2-78 mét trên mực nước biển. Theo điều tra dân số năm 2006 của INSEE, xã có dân số 883 người.
Sông Chère tạo thành toàn bộ ranh giới phía bắc thị trấn, sau đó đổ vào Vilaine.